# Sekulja
Sekulja (znanstveno ime Rana temporaria) je vrsta pravih žab, ki je razširjena tudi v Sloveniji. 

## Opis
Sekulja je srednje velika, nekoliko bolj čokata žaba s široko, zaobljeno glavo in kratkim, topim gobcem. Odrasle sekulje dosežejo v dolžino med 6 in 9 cm, po hrbtu in bokih so lahko olivno zelene rdečkasto do sivo rjave, rumenkaste ali sive barve in so pogosto posute s temnejšimi lisami. Barvo kože lahko sekulja delno prilagaja okolici. V naravi so našli tudi sekulje bolj nenavadnih barv, od rdeče do črne, pa tudi albino sekulje z rumeno kožo in rdečimi očmi so znanstveniki že popisali. Za sekulje je značilen marmoriran vzorec temnejših peg in pik na mlečno ali umazano belem, lahko tudi rumenkastem ali oranžnem trebuhu.  Povprečno dosežejo sekulje 22,7 g, samice pa so običajno nekoliko večje in težje od samcev.
Zadnje noge so za prave žabe razmeroma kratke, bobnič, okrogla vdolbinica za očesom pa je pri sekulji manjši od očesa. Čez oči ima sekulja izrazito, temno rjavo masko.
V obdobju parjenja se samci pogosto obarvajo sivomodro (glej video). Parjenje poteka ponoči na mrestiščih, ki so običajno plitva stoječa ali počasi tekoča vodna telesa na sončnih legah. Na ta območja se sekulje v prvem toplejšem obdobju po koncu zime selijo v velikih množicah, tam pa se zadržujejo od februarja do aprila. Samice plavajoči mrest, ki v premeru meri od 10 do 30 cm, pogosto odlagajo v skupinah, tako da se posamezni mresti med sabo težko ločijo. V posamičnem mrestu je med 1000 in 2000 jajčec.
Sekulje na kopnem običajno prezimujejo posamič, kadar pa se zberejo v skupinskih prezimovališčih, so ta običajno na dnu vodnih teles, kjer se lahko zbere tudi več tisoč osebkov. Eno takih prezimovališč se nahaja tudi na robu Cerkniškega jezera. 

## Razširjenost
Sekulja je v Evropi razširjena od severne Skandinavije na severu in Urala na vzhodu, pa vse do atlantske obale severnega Iberskega polotoka na zahodu ter južne Italije in južnega Balkana na jugu. Najdemo jo tudi na Irskem, pa tudi v Aziji, vse do Japonske na vzhodu.
Sekulji ustrezajo hladnejša, hribovita območja. V Sloveniji jo tako lahko najdemo tudi do 1700 m nad morjem. Njen življenjski prostor so senčni in vlažni gozdovi ter gozdni robovi, pogosto pa se zadržuje tudi v gostem rastju na močvirnih travnikih in po barjih. V Sloveniji jo redko najdemo v Istri in na Primorskem. Sušo in vroča obdobja preživi skrita pod listjem, trhlim lesom ali kamni, med koreninami dreves in grmov ali v gostem rastju. Običajno lovi v mraku, njena hrana pa so najpogosteje polži, pajki, žuželke in ostali nevretenčarji.
Sekulja je uvrščena na Seznam zavarovanih živalskih vrst v Sloveniji kot ranljiva (V) vrsta.